# Nobuo Fujishima
Nobuo Fujishima (jap. 藤島 信雄, Fujishima Nobuo; * 8. April 1950 in Akita) ist ein ehemaliger japanischer Fußballspieler.

## Nationalmannschaft
1971 debütierte Fujishima für die japanische Fußballnationalmannschaft. Fujishima bestritt 65 Länderspiele und erzielte dabei sieben Tore.

## Errungene Titel
- Kaiserpokal: 1981

## Persönliche Auszeichnungen
- Japan Soccer League Best Eleven: 1971, 1976, 1977, 1978